# Draconata
Draconata is een geslacht van rechtvleugeligen uit de familie Romaleidae. De wetenschappelijke naam van dit geslacht is voor het eerst geldig gepubliceerd in 1887 door Pictet & Saussure.

## Soorten
Het geslacht Draconata  is monotypisch en omvat slechts de volgende soort:
- Draconata mancus (Pictet & Saussure, 1887)